# YouGov
YouGov es una firma internacional de investigación de mercados y análisis de datos basada en Internet, con sede en el Reino Unido y operaciones en Europa, Norteamérica, Medio Oriente y Asia-Pacífico.
YouGov fue fundada en el Reino Unido en mayo de 2000 por Stephan Shakespeare y Nadhim Zahawi. 
En abril de 2005, YouGov se convirtió en una empresa pública que cotiza en el Mercado Alternativo de Inversión de la bolsa de valores de Londres. Los principales accionistas de la compañía son BlackRock y el Standard Life Aberdeen.
Shakespeare, el CEO de la firma, una vez que se presentó como un candidato conservador para Colchester; él también era un encuestador del Partido Conservador. Shakespeare ha sido consejero delegado de YouGov desde 2010. Roger Parry ha sido el presidente no ejecutivo de YouGov desde el 2007. El comentarista político Peter Kellner fue el presidente de YouGov desde 2001 hasta que renunció en el año 2016.
YouGov es un miembro de British Polling Council.
YouGov no tiene ninguna conexión conocida con el gobierno del Reino Unido.

## Metodología
YouGov se especializa en estudios de mercado a través de métodos en línea. La metodología de la empresa consiste en obtener respuestas de un grupo de usuarios de Internet invitados y, luego pondera estas respuestas en línea con la información demográfica. Dibuja estas muestras demográficamente representativas de un panel de 5 millones de personas en todo el mundo, incluidas más de 800,000 personas en el Reino Unido. Como los métodos en línea de YouGov no usan fuerza de campo, sus costos son más bajos que algunos métodos presenciales o telefónicos.

## Exactitud
YouGov ha afirmado que sus encuestas de opinión son más precisas en comparación con sus competidores y, en particular, que su metodología en línea es más precisa que los métodos de votación tradicionales. Los críticos han argumentado que, dado que no todo el público tiene acceso a Internet, las muestras en línea no pueden reflejar con precisión las opiniones de la población en general. YouGov responde que tienen un panel de representantes y que pueden ponderar sus datos de manera apropiada para reflejar la audiencia nacional que desean sondear.
El sitio web de análisis de encuestas de opinión FiveThirtyEight le asigna a YouGov una calificación de B (n.º 81 de 372 encuestadores), llamando correctamente al 93 por ciento de las carreras y con un ligero sesgo hacia el Partido Demócrata en las elecciones de Estados Unidos.
En mayo de 2017 predijo, sobre la base de su nuevo modelo de votación, que el resultado de las elecciones generales del Reino Unido, 2017, sería un parlamento colgado. Esto fue descrito como "valiente", pero resultó ser correcto.

## Expansiones
En 2006, YouGov comenzó a expandirse fuera del Reino Unido a través de adquisiciones y, adquirió la firma de investigación Siraj con sede en Dubái, Emiratos Árabes Unidos por $1.2 millones, más un eventual beneficio de $600,000. En 2007, agregaron la firma de investigación estadounidense Polimetrix, con sede en Palo Alto, California, por aproximadamente $17 millones, la firma escandinava Zapera por $8 millones y la firma alemana Psychonomics por $20 millones. En 2009 y 2010, YouGov amplió sus operaciones en los EE. UU. Con dos adquisiciones; primero compró la firma de investigación Clear Horizons de Princeton, Nueva Jersey, por $600,000 más un ingreso de $2.7 millones, luego la firma de investigación Harrison Group con sede en Connecticut por $6 millones con un ingreso de $7 millones. En 2011, YouGov adquirió la firma Definitive Insights, con sede en Portland, Oregón, por $ 1 millón con un potencial de $2 millones de ganancia. En 2011, YouGov hizo su primera expansión orgánica abriendo una oficina en París, Francia. En enero de 2014, YouGov ingresó a la región de Asia Pacífico con la adquisición de Decision Fuel por una suma estimada de aproximadamente £ 5 millones.